# 熊川 (栃木県)
熊川（くまがわ）は、栃木県北東部の那須野が原扇状地を流れる一級河川である。那珂川水系箒川支流の蛇尾川に注ぐ。

## 地理
熊川は、栃木県那須塩原市の那須連山黒滝山の東山麓（ないし百村山南山麓）を源流とする大巻川と、同鴫内山に源を発する支流小巻川が、同市高林および笹野曽里付近で合流し熊川となり、那須塩原市を南東に流れ、大田原市荒井で蛇尾川に合流する。
熊川は水無川のひとつで、那須野が原の扇状地上では伏流するため通常は河道に水の流れは見られないが、一定の降雨があると地表に水流として現れる。河道沿いには堤防が築かれているが、台風などにより流域が豪雨となると流下能力が不足しているため氾濫を引き起こすことがあり、1998年（平成10年）8月の平成10年8月末豪雨（那須豪雨）では33戸の浸水被害が発生、これを機に本河川の沿岸治水が検討されることとなった。

## 治水
熊川流域は、東北新幹線、東北縦貫自動車道などの東京と東北地方を結ぶ重要路線が通る要衝であり、近年では大原間地区、鹿野崎地区、塩野崎地区などで都市化が進んでいる。熊川は1961年から1988年にかけて部分的治水工事を受けてきたが、1998年8月26日から同31日に起きた那須豪雨によって堤防が決壊、東那須野中学校や那須塩原駅前が浸水、33戸が浸水被害を受け1,700人が避難するなど、市民生活はもとより交通機関にも大きな影響を及ぼした。この洪水の原因は、流域の都市化にともない大量の雨水が急速に熊川に流入したことと推定され、以後、早急な河川整備と治水安全度向上が求められてきた。
熊川の治水については、もともと栃木県総合計画「とちぎ元気プラン」の防災基盤の整備に位置づけられて来た。一方、この1998年8月の豪雨に伴う熊川氾濫により、栃木県土木部河川課は那須塩原市、大田原市および地域住民の要望を受け治水事業について重点的に検討、2005年12月、熊川が流入する蛇尾川の治水整備が完成したことをもって地元自治体への熊川治水事業説明会を実施し、平成19年度から同38年度にかけて国庫補助事業として改修を行う計画を地元と合意、第6回公共事業評価委員会において「一級河川熊川 国庫補助広域基幹河川改修事業」をまとめた。この計画によると、改修区間は蛇尾川合流部の大田原市荒井から市道箕輪橋のある那須塩原市箕輪間の11.9kmとされ、改修方法は経済性に優れ環境の負担が少ない現川改修方式が採用されている。本治水工事による総便益（工事期間および工事後50年間の効果を金銭に換算、施設の残存価値を加えた数値）は336.6億円、総費用は28億円、費用対効果は12.0と算定されている。
本治水計画は、2009年度より栃木県県土整備部大田原土木事務所によって施行されている。

## 支流
- 小巻川